# Phalaenopsis petelotii
Phalaenopsis petelotii — эпифитное трявянистое растение семейства Орхидные.
По данным сайта The Plant List вида Phalaenopsis petelotii не существует.
Моноподиальное растение с сильно укороченным стеблем. Размер растения 3—5 см. Размер цветка — 1 см. Сезон цветения весна, раннее лето. Цветы держатся 15—20 дней, без запаха.
Непонятен статус этого растения, возможно это «торговый вид» и название Phalaenopsis petelotii используется для улучшения продаж Phalaenopsis gibbosa.
Вид не имеет устоявшегося русского названия, в русскоязычных источниках обычно используется научное название Phalaenopsis petelotii.

## Ареал
Вьетнам